# Imatinib
Az imatinib (INN) protein-tirozinkináz inhibitor, hatékonyan gátolja a Bcr-Abl tirozinkinázt in vitro, celluláris szinten, és in vivo. A vegyület a Bcr-Abl pozitív sejtvonalak és a Philadelphia kromoszóma pozitív CML és acute lymphoblastos leukaemiás (ALL) betegekből frissen izolált leukaemiás sejtek proliferációját szelektíven gátolja, és azokban apoptózist indukál.
Állatmodellekben, Bcr-Abl pozitív tumorsejteket használva, a vegyület egyedülálló anyagként mutat in vivo antitumor aktivitást. Továbbá, az imatinib hatékonyan gátolja a thrombocyta-eredetű növekedési faktor (PDGF), PDGF-R, az őssejt faktor (SCF), tirozinkináz-receptorait, anc-Kit-et, és gátolja a PDGF és SCF által közvetített celluláris folyamatokat. Az imatinib in vitro az aktiváló kit mutációt expresszáló gastrointestinalis stromalis tumor (GIST) sejtek proliferációját gátolja és apoptózisukat indukálja.

## Készítmények
- Gleevec
- Glivec